# Flüelen
Flüelen é uma comuna da Suíça, no Cantão Uri, com cerca de 1.876 habitantes. Estende-se por uma área de 12,42 km², de densidade populacional de 151 hab/km². Confina com as seguintes comunas: Altdorf, Bauen, Bürglen, Isenthal, Seedorf, Sisikon.
A língua oficial nesta comuna é o Alemão.